# Тевено (Бергамо)
Тевено је насеље у Италији у округу Бергамо, региону Ломбардија.
Према процени из 2011. у насељу је живело 98 становника. Насеље се налази на надморској висини од 1127 м.